# Брайс, Йен
Йен Брайс (англ. Ian Bryce; род. в 1956) — английский кинопродюсер. Начиная как помощник продюсера в фильме «Звёздные войны. Эпизод VI: Возвращение джедая», сейчас он является награждённым кинопродюсером. Сейчас он живёт с двумя детьми, Алексом и Маком, и его женой Тейлор.

## Карьера
Брайс выиграл и был номинирован на много премий, включая множество номинаций на премии «Золотой глобус», «Оскар» и BAFTA за свою работу как продюсер. За военную драму Стивена Спилберга «Спасти рядового Райана» он выиграл премию «Золотой глобус» и был номинирован на премии «Оскар» и «BAFTA». Фильм был одним из главных кассовых фильмов 1998 года. «Почти знаменит», другой фильм продюсера Брайса, выиграл премию «BAFTA» за лучший фильм в 2000 году. Одна из самых больших кинофраншиз за последние годы, серия фильмов «Трансформеры», является всей продукцией Йена Брайса.

## Фильмография
- Звёздные войны. Эпизод VI: Возвращение джедая / Return of the Jedi (1983) (помощник продюсера)
- Индиана Джонс и храм судьбы / Indiana Jones and the Temple of Doom (1984) (второй помощник режиссёра)
- Эвоки. Битва за Эндор / Ewoks: The Battle for Endor (1985) (ассоциированный продюсер)
- Говард-утка / Howard the Duck (1986) (ассоциированный продюсер)
- Кто подставил кролика Роджера / Who Framed Roger Rabbit (1988) (главный продюсер)
- Индиана Джонс и последний крестовый поход / Indiana Jones and the Last Crusade (1989) (главный продюсер)
- Поле его мечты / Field of Dreams (1989) (главный продюсер)
- Ракетчик / The Rocketeer (1991) (главный продюсер)
- Бэтмен возвращается / Batman Returns (1992) (ассоциированный продюсер)
- Восходящее солнце / Rising Sun (1993) (линейный продюсер)
- Деревенщина в Беверли-Хиллз / The Beverly Hillbillies (1993) (продюсер)
- Скорость / Speed (1994) (продюсер)
- Смерч / Twister (1996) (продюсер)
- Спасти рядового Райана / Saving Private Ryan (1998) (продюсер)
- Почти знаменит / Almost Famous (2000) (продюсер)
- Человек-паук / Spider-Man (2002) (продюсер)
- Слёзы солнца / Tears of the Sun (2003) (продюсер)
- Остров / The Island (2005) (продюсер)
- Трансформеры / Transformers (2007) (продюсер)
- Хэнкок / Hancock (2008) (продюсер)
- Трансформеры: Месть падших / Transformers: Revenge of the Fallen (2009) (продюсер)
- Трансформеры 3: Тёмная сторона Луны / Transformers: Dark of the Moon (2011) (продюсер)
- Кровью и потом: Анаболики / Pain & Gain (2013) (продюсер)
- Война миров Z / World War Z (2013) (продюсер)
- Трансформеры: Эпоха истребления / Transformers: Age of Extinction (2014) (продюсер)
- Черепашки-ниндзя / Teenage Mutant Ninja Turtles (2014) (продюсер)
- Репортёрша / Whiskey Tango Foxtrot (2016) (продюсер)
- Машина войны / War Machine (2017) (продюсер)
- Трансформеры: Последний рыцарь / Transformers: The Last Knight (2017) (продюсер)
- Призрачная шестёрка / 6 Underground (2019) (продюсер)